# Zec de la Rivière-Blanche
Pour les articles homonymes, voir Blanche (rivière).
La Zec de la Rivière-Blanche est une Zone d'exploitation contrôlée, située dans le territoire non organisé du Lac-Blanc, dans la Municipalité régionale de comté (MRC) de Portneuf, en Haute-Batiscanie, dans la zone administrative de la Capitale-Nationale, sur la rive-nord du fleuve Saint-Laurent, Québec, Canada.

## Renseignements et routes d'accès
La Zec de la Rivière-Blanche est particulièrement renommée pour les activités récréotouristiques telles la chasse, la pêche, le camping, les activités nautiques, les expéditions en forêt… À propos de la Zec, l'ASM publie divers calendriers : de pêche, de chasse, d'ouverture et fermeture des plans d'eau, des opérations forestières… Les amateurs peuvent ainsi s'y référer pour planifier leurs activités récréotouristiques.
Le seul poste d'accueil de la Zec est situé aux "chutes de la Marmite", à 4,4 km au nord-est du village de Rivière-à-Pierre. Depuis le village de Rivière-à-Pierre, la principale voie d'accès à la Zec est constituée d'un tronçon de 30 km traversant la Réserve faunique de Portneuf (routes 2 et 29). 
Le réseau routier de la Zec comporte 130 km carrossables. La route au nord de la Rivière aux Éclairs permet d'accéder à une dizaine de plans d'eau, notamment les lacs Seaton, Montplaisir et "des Passes", ainsi qu'à la Rivière à Moïse. Le lac Batiscan est accessible par voie terrestre ou par bateau en utilisant la rivière à Moïse.
La Zec dispose de quatre terrains de camping semi-aménagés aux abords des lacs Lac Batiscan, Lac Blanc (Lac Blanc), La Salle et Lietto.

## Histoire
En 1978, à la suite de l'abolition par le Gouvernement du Québec des clubs privés, la Zec de la Rivière-Blanche a été constituée, couvrant initialement un territoire de 449 km2 dans le comté de Portneuf. La Zec est administrée depuis par l'Association sportive Miguick (ASM).
Au début des années 1980, la superficie du territoire a été augmentée de 280 km2 par l'ajout d'une partie du célèbre Club de chasse et pêche Seigneurie du Triton. Le territoire actuel de la Zec couvre 729,0 km2.

## Géographie
Le territoire de la Zec fait entièrement partie de la Batiscanie (bassin versant de la rivière Batiscan). Cette Zec est bornée au sud par la Réserve faunique de Portneuf, à l'ouest par la Zec Jeannotte, au nord par la Réserve faunique des Laurentides et à l'Est par la Zec Batiscan-Neilson. La rivière Batiscan constitue la limite ouest de la zec, au nord de Rivière Miguick.
Les cinq rivières de la Zec sont toutes exploitées pour la pêche. Ces principales rivières sont:
- Rivière Blanche (rivière à Pierre) dont le Lac de tête est le Lac Blanc (Lac-Blanc);
- Rivière aux Éclairs qui prend sa source au Lac Batiscan,
- Rivière à Moïse,
- Rivière Miguick,
- Rivière Batiscan.

Le territoire de la Zec compte 240 lacs dont 150 sont exploités pour la pêche, notamment les lacs Brochu, Drôle, Gaston et Gorren. Les principaux lacs sont:
- Lac Batiscan (orienté Est-Ouest) qui fait la limite nord-est du territoire de la Zec,
- Lac Lasalle, situé au centre de la zec,
- Lac Blanc (Lac-Blanc)
- Lac Ci-joint,
- Lac Constantin.

Rivière Blanche
La Rivière Blanche (Rivière à Pierre) couvre un bassin versant considérable (voisin du côté ouest du bassin supérieur de la Rivière-à-Pierre), en prenant sa source au Lac Blanc (Lac-Blanc) dont un barrage est aménagé à son embouchure. Plus d'une dizaine de petits lacs environnant se déversent dans le Lac Blanc. En descendant, les eaux de la Rivière Blanche (rivière à Pierre) se jettent dans une succession de lacs jusqu'au village de Rivière-à-Pierre: les lacs Lupé, Ralph, Gilles, Tony, Lietto et Lorenzo.
Réserve faunique de Portneuf
La Réserve faunique de Portneuf comprend la partie intermédiaire du bassin versant de la Rivière Blanche (Rivière à Pierre). En remontant la rivière Blanche (Rivière à Pierre), l'on atteint la limite sud de la réserve, située à 6,3 km (en ligne directe) du centre du village de Rivière-à-Pierre. Tandis que les derniers plans d'eau avant la limite nord de la réserve sont les lacs Central et Perrière. La partie nord du bassin versant de la rivière Blanche est intégrée à la Zec de la Rivière-Blanche, incluant les lacs Lorenzo et Tonty.

## Toponymie
Les toponymes suivants sont tous inter-reliés et ont été inscrits à la Banque des noms de lieux de la Commission de toponymie du Québec:
- "Territoire non organisé du Lac-Blanc", inscrit le 13 mars 1986,
- Zec de la Rivière-Blanche, inscrit le 5 août 1982,
- "Rivière Blanche", inscrit le 5 décembre 1968,
- Lac Blanc (Lac-Blanc), soit le plus grand lac du Territoire non organisé du Lac-Blanc.

## Restauration des lacs
En 2012, grâce à la participation financière de 81 500 $ en subventions, 5 lacs de la Zec de la Rivière-Blanche ont pu être traités : Lastre, Zigzag, de la Palme, à Deux et Bert. Cette initiative accroîtra le potentiel de pêche. Ces partenaires sont la Fondation de la faune du Québec, la Conférence régionale des élus de la Capitale-Nationale (mise en œuvre du PDIRT), ministère des Ressources naturelles (Volet II) et la Fondation Guy Chevrette. 
Restauré en 2009, le lac Swayne est le premier de la région administrative de la Capitale-Nationale à avoir été restauré. Il a été rouvert à la pêche en 2013. Suivront, en 2014, les lacs Quatre-Baies et Simard et, en 2016, les cinq lacs du sous-bassin du lac Lastre. Au cours de la fin de semaine de Pâques 2013, la Zec était en vedette à l'émission La Semaine verte de Radio-Canada, dans un reportage sur la restauration de lacs à l'aide de la roténone.